# Maäsrot
Maäsrot (Hebreeuws: מעשרות, letterlijk tienden) is het zevende traktaat (masechet) van de Orde Zeraïem (Seder Zeraïem) van de Misjna en de Talmoed. Het beslaat vijf hoofdstukken.
Het traktaat bevat regels inzake het afzonderen van tienden van de vruchten ten behoeve van de Levieten, zoals dit in Numeri 18:21 en verder staat beschreven.
Maäsrot bevat alleen Gemara (rabbijns commentaar op de Misjna) in de Jeruzalemse Talmoed, bestaande uit 26 folia en komt aldus in de Babylonische Talmoed niet voor.